# 美国武装部队旗帜

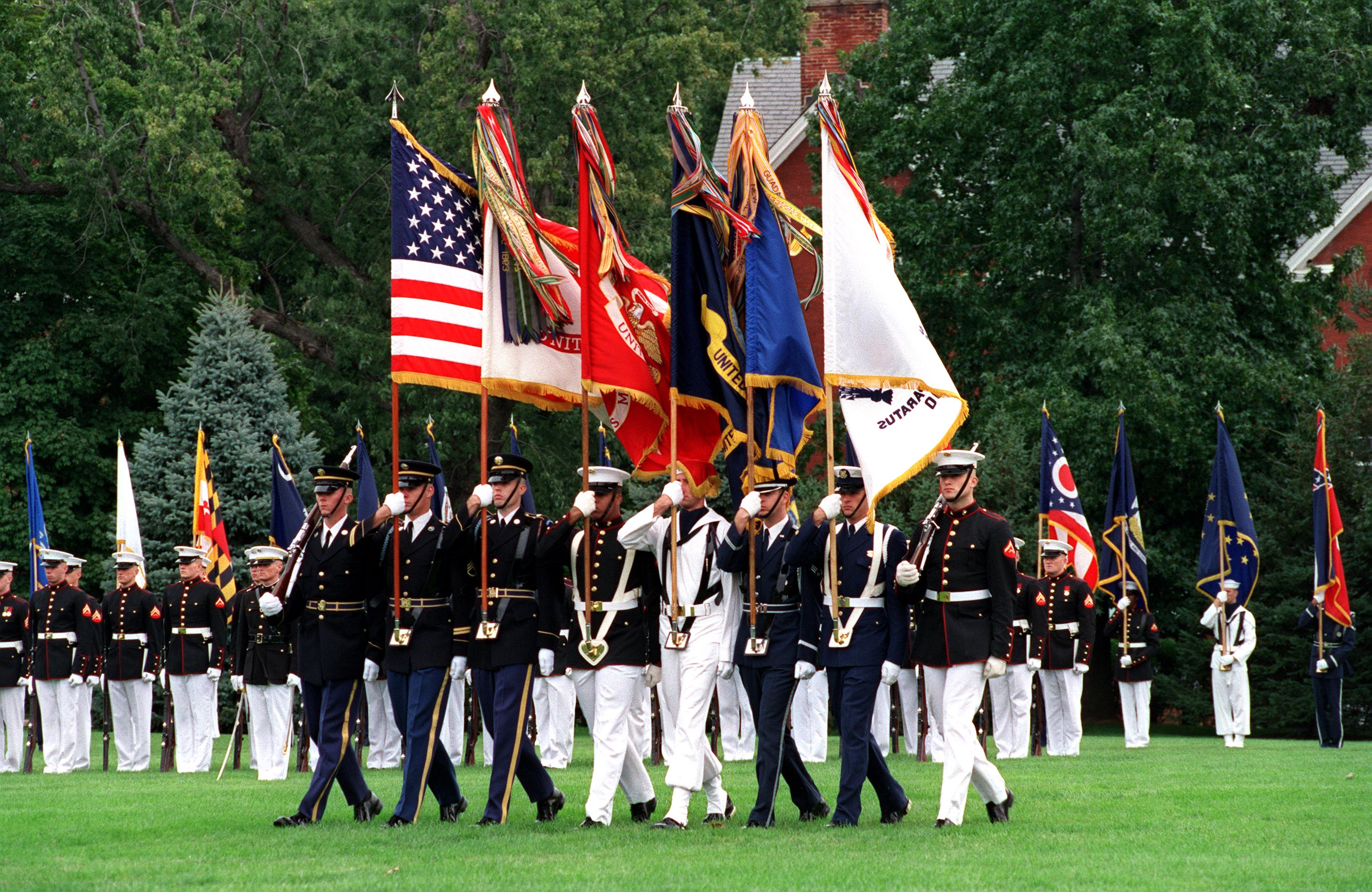
美国联合服务军旗卫兵在2001年十月在弗吉尼亚州迈尔堡巡游。武装部队各分支的军旗都能看到（由左至右）：美国国旗、美国陆军军旗、美国海军陆战队军旗、美国海军军旗、美国空军军旗和美国海岸防卫队军旗。

美利堅合眾國武装部队的不同分支由不同的标志、徽章和军旗所代表。在同一分支内，不同旗帜会在不同时候使用，亦会悬挂在不同船只、基地和军事学院。
基本情况下，悬挂军旗时的先后顺序为：美国国旗、美国陆军军旗、美国海军陆战队军旗、美国海军军旗、美国空军军旗和美国海岸防卫队军旗 然而，在美国海岸防卫队作为美国海军一部分运作时，例如在战时，美国海岸防卫队军旗会排在美国空军军旗前。

## 军旗
- 美国国旗
- 美国陆军军旗
- 美国海军陆战队军旗
- 美国海军军旗
- 美国空军军旗
- 美国太空军军旗
- 美国海岸防卫队军旗

## 海事用旗
美国使用了各种各样的海事用旗。
所有美国船舰悬挂美国舰旗。虽然原本类似大联合旗，但现在与美国国旗一样。所有记录在案的美国船舰和在公海或外国领海的美国船舰必须在早上八时至日落前悬挂此旗。相反地，美国海岸防卫队船舰悬挂一支独特的舰旗以表示它截停船舰、登船、搜索、逮捕和控制等在美国所具有的管辖权的船舰。历史上，悬挂的舰旗随美国国旗的转变而更改。相似地，大陆海军的船舰悬挂因大陆会仪的含糊标准而不同的多种舰旗，星星和条纹在旗上的排列因指挥官的见解而不同。
美国海军、海岸防卫队、军事海运司令部和国家海洋大气管理局的船舰都会展示美国舰艏旗最初展示的是第一海军舰艏旗，一面包含十三条红白横条的旗帜，亦有设计包含一条未卷绕的响尾蛇和一句格言「不要威胁我」，与加兹登旗相近。后来改为一面带白星的蓝旗，即「联合杰克」，并随着新加入联邦的州而更新。而在2002年反恐战争起，所有战舰被指示在战争期间悬挂第一海军舰艏旗。2019年又改回联合旗。
一支悬挂在桅顶的服役三角旗代表该船船长的任命（代表着对该船的任命）。再者，一面教会三角旗可以在宗教活动时悬挂。白色背景加上海军蓝色的十字架或大卫之星的旗帜，分别代表基督教和犹太教，是唯一可以悬挂在舰旗（国旗）之上的旗，且只能在船只出海时悬挂。医疗船则悬挂红十字。
- 舰旗，1960年—至今
- 第一面海军舰旗
（舰艏旗，1776—1777）
- 海岸防卫队旗
- 「第一海军舰艏旗」
（舰艏旗，2002—2019）
- 「联合杰克」
（舰艏旗，1960—2002、2019年—至今
政府船旗，1960年—至今）
- 舰艏旗，1776—1777（可能使用过）
- 服役三角旗
- 教会三角旗
- 红十字（医疗船）

## 个人用旗
担当相当职位的军官和将级军官都有代表他们权利或指挥的个人用旗。在岸上，它们通常在旗帜拥有人的办公室内或在单位旗帜相邻的旗杆展示；在船上则依据阶级而悬挂。它们的外观包括与军官阶级相符的五角星，颜色则基于军官的分支：陆军和海军陆战队采用红色背景上缀白色五角星、空军和海军具指挥权的将官使用蓝色背景加上白色五角星。一部分海军将官为具专业资格的军官，不具指挥权。他们使用白色背景搭配蓝色五角星的旗帜。 陆军随军牧师和军医将官则分别使用紫色和栗色背景的军旗。
美国总统（因为他身兼国家三军统帅）、副总统、国防部部长、副国防部部长、助理国防部部长、陆军部部长、海军部部长和空军部部长，以及他们的副部长和助理部长。参谋长联席会议主席、参谋长联席会议副主席、参谋长联席会议资深顾问士官、陆军参谋长、陆战队司令官、海军作战部长、空军参谋长和海岸防卫队指挥官亦有它们职位专用的用旗。
除此以外，当美国国务卿，作为美国的代表登上美国海军军舰时，国务卿的旗帜会被升起。其他外交人员登上军舰时亦会升起领事旗帜。海岸防卫队在国土安全部长登上海岸防卫队军舰时会升起国土安全部长用旗，美国海军会在国防部部长登上美国海军军舰时会升起国防部部长用旗。
- 美利坚合众国总统旗
- 美利坚合众国副总统旗
- 美利坚合众国大使馆旗

- 美国国防部长用旗
- 美国国防部副部长用旗
- 美国国防部助理部长用旗

- 美国陆军部长用旗
- 美国海军部长用旗
- 美國空軍部長用旗
- 美国陆军部副部长用旗
- 美国海军部副部长用旗
- 美国空军部副部长用旗
- 美国陆军部助理部长用旗
- 美国海军部助理部长用旗
- 美国空军部助理部长用旗

- 美國參謀長聯席會議主席用旗
- 美國參謀長聯席會議副主席用旗

- 美国陆军参谋长用旗
- 美国海军陆战队司令用旗
- 美国海军作战部长用旗
- 美国空军参谋长用旗
- 美国海岸警卫队司令用旗
- 国民警卫局局长用旗
- 美国陆军副参谋长用旗
- 美国海军陆战队助理司令用旗
- 美国海军副作战部长用旗
- 美国空军副参谋长用旗
- 美国海岸警卫队副司令用旗

- 参谋长联席会议主席资深士官顾问用旗
- 陆军总士官长用旗

## 其他
很多其他的旗帜亦在传统上与军队有关联。

### 美国独立战争
1777年都未有正式军队用旗，很多不同的军旗被美国部队带上战场。在此之后，1777年决议模糊的措辞依然带来不同的旗帜设计。
- 1777年前最常使用的是大联合旗，跟英属东印度公司的旗十分相近。
- 加兹登旗起源于一则政治漫画，它首先由大陆海军陆战队带上战场。
- 传闻中，茜罗斯旗帜是现代美国国旗的第一个版本，它被画在乔治华盛顿将军的画作中。
- 弗朗西斯·霍普金森版本的旗亦被宣称为美国部队带上战场的第一支旗帜。
- 塞拉皮斯旗曾经在被俘虏的塞拉皮斯号军舰上悬挂，以取代失去了的标准船旗。
- 考彭斯旗曾被指由第三马里兰步兵团带进考彭斯战役中。（虽然已经证明该单位并未参加这战役，但这旗依旧受欢迎）
- 本宁顿旗经常被美国部队带进本宁顿战役中。
- 吉尔福德县府旗被北卡罗来纳民兵带进吉尔福德县府战役。
- 数个版本的新英格兰旗被新英格兰民兵所使用，特别在碉堡山战役时。
- 松树旗被有限度地当作海旗，用于早期的海军船只。
- 贝德福德旗是美国军队最早期使用的战旗。
- 布兰迪旗曾被第七宾夕法尼亚步兵团在布兰迪战役中使用。
- 第二加拿大步兵团，因其不是美军部队，在为大陆军作战时使用它独有的旗。
- 国家统帅卫兵在保护乔治·华盛顿时使用它独有的旗。
- 绿山男孩旗曾为绿色男孩的战旗，亦是佛蒙特共和国在加入联邦前的战旗。

### 其他
- 星条旗或伟大驻军旗曾在1812战争中的巴尔的摩战役被悬挂在麦克亨利堡，激发弗朗·西斯·斯科特写出《星条旗》，也就是现今的美国国歌。
- 一支写着「来取它吧」的旗被德克萨斯人在冈萨雷斯战役中悬挂，象征着墨西哥军队意图取得大炮的企图 。
- 曾短暂存在的美利坚联盟国引发数面美利坚联盟国陆军和海军所使用旗帜的设计。
- 萨姆特堡旗因为它独特的设计和它在萨姆特堡战役中的降下而备受瞩目。
- 昔日辉煌被William Driver上校努力保护，免受联盟军侵害的故事传开后，变得十分著名，甚至成为美国国旗的昵称.
- 战俘及失踪军人旗成为了对战俘和任务中失踪军人担忧的象征。
- 荣耀勋章得奖者都会得到一支基于荣耀勋章缎带而设计的旗
- 空军国民警卫队除了空军旗外，亦使用一支独有的旗。
- 美国海岸防卫队辅助队使用一支基于美国海岸防卫队军旗的旗。
- 「不要放弃这船」，1813年尼亚拉加号上奥利弗·哈泽德·佩里战旗上的字句